# Bluto (plaats)
Bluto is een bestuurslaag in het regentschap Sumenep van de provincie Oost-Java, Indonesië. Bluto telt 2178 inwoners (volkstelling 2010).